# Мандзи (нэнго)
Мандзи (яп. 万治 мандзи) — девиз правления (нэнго) японского императора Го-Сая, использовавшийся с 1658 по 1661 год.

## Продолжительность
Начало и конец эры:
- 23-й день 7-й луны 4-го года Мэйрэки (по григорианскому календарю — 21 августа 1658);
- 25-й день 4-й луны 4-го года Мандзи (по григорианскому календарю — 23 мая 1661).

## Происхождение
Название нэнго было заимствовано из следующего отрывка из 2-го цзюаня древнекитайского сочинения Ши цзи:

«Когда простой народ знает своё место, всё в поднебесной приходит в порядок»
Оригинальный текст (кит.)衆民乃定、万国為治

## События

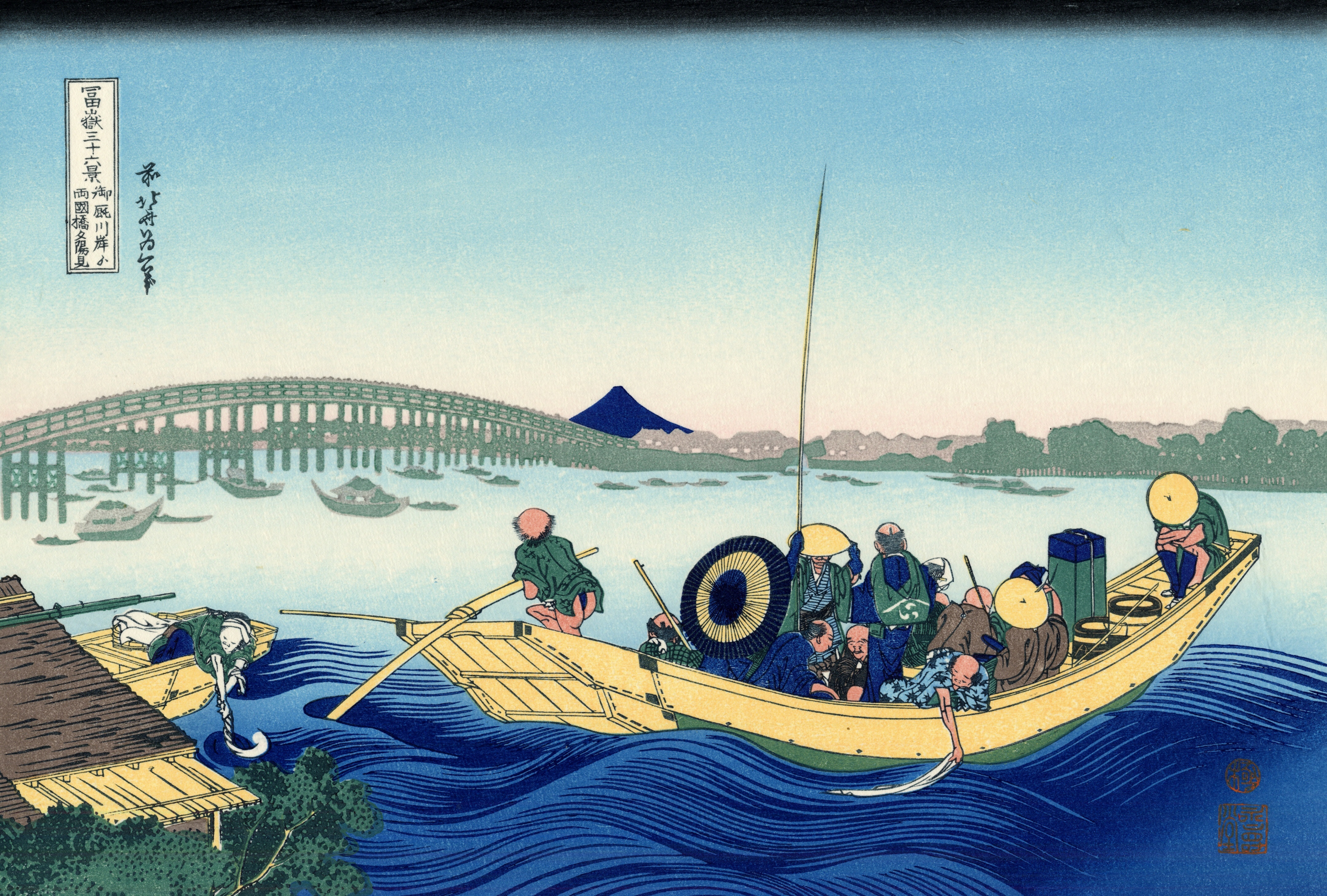
Кацусика Хокусай, «Ночной вид на мост Рёгокубаси с берега реки Оммаяга»

- 1658 год (1-й год Мандзи) — после Великого пожара годов Мэйрэки сёгунат построил в Эдо четыре пожарных станции, во главе которых поставили начальников в ранге хатамото и выделили им бюджет для найма горожан[7];
- 1658 год (1-й год Мандзи) — родился Янагисава Ёсиясу (яп. 柳沢 吉保), будущий главный советник сёгуна Цунаёси[8];
- 1659 год (2-й год Мандзи) — в Эдо началось строительство моста Рёгокубаси (яп. 両国橋)[9];
- 1660 год (3-й год Мандзи) — пожар годов Мандзи (яп. 万治の大火 мандзи но тайка) в Нагое (провинция Овари);
- 1660 год (3-й год Мандзи) — бывший родзю Сакаи Тадакацу (яп. 酒井 忠勝) постригся в буддистские монахи;
- 1661 год (4-й год Мандзи) — воинские кланы Мито и Аидзу наложили запрет на ритуал самоубийства самураев после гибели своих господинов — цуйси (смерть вослед)[10].

## Сравнительная таблица
Ниже представлена таблица соответствия японского традиционного и европейского летосчисления. В скобках к номеру года японской эры указано название соответствующего года из 60-летнего цикла китайской системы гань-чжи. Японские месяцы традиционно названы лунами.
| 1-й год Мандзи (Земляная Собака)     | 1-я луна*       | 2-я луна   | 3-я луна  | 4-я луна* | 5-я луна | 6-я луна* | 7-я луна   | 8-я луна*   | 9-я луна                | 10-я луна* | 11-я луна* | 12-я луна      | 12-я луна (високосная) |
| ------------------------------------ | --------------- | ---------- | --------- | --------- | -------- | --------- | ---------- | ----------- | ----------------------- | ---------- | ---------- | -------------- | ---------------------- |
| Григорианский календарь              | 3 февраля 1658  | 4 марта    | 3 апреля  | 3 мая     | 1 июня   | 1 июля    | 30 июля    | 29 августа  | 27 сентября             | 27 октября | 25 ноября  | 24 декабря     | 23 января 1659         |
| Юлианский календарь                  | 24 января 1658  | 22 февраля | 24 марта  | 23 апреля | 22 мая   | 21 июня   | 20 июля    | 19 августа  | 17 сентября             | 17 октября | 15 ноября  | 14 декабря     | 13 января 1659         |
| 2-й год Мандзи (Земляная Свинья)     | 1-я луна*       | 2-я луна   | 3-я луна* | 4-я луна  | 5-я луна | 6-я луна* | 7-я луна   | 8-я луна*   | 9-я луна                | 10-я луна* | 11-я луна  | 12-я луна*     |                        |
| Григорианский календарь              | 22 февраля 1659 | 23 марта   | 22 апреля | 21 мая    | 20 июня  | 20 июля   | 18 августа | 17 сентября | 16 октября              | 15 ноября  | 14 декабря | 13 января 1660 |                        |
| Юлианский календарь                  | 12 февраля 1659 | 13 марта   | 12 апреля | 11 мая    | 10 июня  | 10 июля   | 8 августа  | 7 сентября  | 6 октября               | 5 ноября   | 4 декабря  | 3 января 1660  |                        |
| 3-й год Мандзи (Металлическая Крыса) | 1-я луна        | 2-я луна*  | 3-я луна* | 4-я луна  | 5-я луна | 6-я луна* | 7-я луна   | 8-я луна    | 9-я луна*               | 10-я луна  | 11-я луна* | 12-я луна      |                        |
| Григорианский календарь              | 11 февраля 1660 | 12 марта   | 10 апреля | 9 мая     | 8 июня   | 8 июля    | 6 августа  | 5 сентября  | 5 октября               | 3 ноября   | 3 декабря  | 1 января 1661  |                        |
| Юлианский календарь                  | 1 февраля 1660  | 2 марта    | 31 марта  | 29 апреля | 29 мая   | 28 июня   | 27 июля    | 26 августа  | 25 сентября             | 24 октября | 23 ноября  | 22 декабря     |                        |
| 4-й год Мандзи (Металлический Бык)   | 1-я луна*       | 2-я луна   | 3-я луна* | 4-я луна* | 5-я луна | 6-я луна* | 7-я луна   | 8-я луна    | 8-я луна (високосная) * | 9-я луна   | 10-я луна  | 11-я луна*     | 12-я луна              |
| Григорианский календарь              | 31 января 1661  | 1 марта    | 31 марта  | 29 апреля | 28 мая   | 27 июня   | 26 июля    | 25 августа  | 24 сентября             | 23 октября | 22 ноября  | 22 декабря     | 20 января 1662         |
| Юлианский календарь                  | 21 января 1661  | 19 февраля | 21 марта  | 19 апреля | 18 мая   | 17 июня   | 16 июля    | 15 августа  | 14 сентября             | 13 октября | 12 ноября  | 12 декабря     | 10 января 1662         |

* звёздочкой отмечены короткие месяцы (луны) продолжительностью 29 дней. Остальные месяцы длятся 30 дней.